# 輝山新
輝山 新（きやま しん、2月4日 - ）は日本の男性声優、ナレーター。
茨城県出身。身長175cm。
よこざわけい子 声優・ナレータースクール2期生。以前は、ゆーりんプロに所属していた。

## 出演作品

### テレビアニメ
1999年
- 仙界伝 封神演義（殷郊(インチャオ)）※成年期

### OVA
- おばさん魔女となかまたち
- サクラ大戦　轟華絢爛（蜘三）
- ぶっとび!!CPU（呼び込み）

### ゲーム
- アステロイド
- ナムコ・ナンジャタウン

### ドラマCD
- 仙界伝封神演義外伝第壱章（将官、農民）
- 仙界伝封神演義外伝第弐章（兵士）
- 仙界伝封神演義外伝第三章（蘇護）

### ナレーション
ビデオパッケージ
- アース製薬
- 東レエンジニアリング

教材
- 学校図書
- 環境問題
- 自然に抱かれてこそ

### 舞台
- 第11回 傾城の舞姫 貂蝉（1999年4月12日(月)～4月15日(木)、ゆーりんプロ プロデュース、恵比寿・エコー劇場）